# Jemima West
Jemima West es una actriz franco-británica de cine y televisión. Conocida por su papel de Rose en la serie Maison Close y como Vittoria/Vittorio en la serie The Borgias 
También coprotagonizó la saga Cazadores de sombras, adaptación de los best-sellers internacionales de Cassandra Clare, como Isabelle (Izzy) Lightwood, con Lily Collins, Jamie Campbell Bower, Robert Sheehan, Kevin Zegers, Lena Headey, Aidan Turner y Jonathan Rhys-Meyers. 

## Vida personal
Jemima nació el 11 de agosto de 1987 en París, Francia. Nacida de padres ingleses. Su padre es un contable y su madre es una intérprete de negocios. Sus padres se trasladaron a París cuando tenía cinco años de edad, luego de haber vivido en Reino Unido un tiempo. Luego de unos años en París, West empezaría en la Universidad "La Sorbonne" donde estudiaría Historia del Arte. Además estudiaba actuación por las noches.
Luego de obtener algunos papeles franceses, llama la atención de Hollywood y consigue papeles ingleses, contenta ya que es su lengua materna y siendo bilingüe le resulta mucho más fácil trabajar en esta industria. Por ahora disfruta de un descanso al francés.

## Carrera
En 1999 obtuvo un pequeño papel en la película Joan of Arc protagonizada por Milla Jovovich.
En el 2010 se unió al elenco principal de la serie francesa Maison Close donde interpretó a la acompañante Rose, hasta ahora.
En el 2012 se unió al elenco recurrente de la segunda temporada de la popular serie The Borgias donde interpretó a Vittoria la amante de Rodrigo Borgia el Papa Alejandro VI, quien se viste como hombre para poder pintar.
En el 2013 se unió al elenco de Cazadores de sombras: Ciudad de hueso (The Mortal Instruments) como Isabelle Lightwood.

## Filmografía

### Series de televisión
| Año             | Título                     | Personaje         | Notas                                      |
| --------------- | -------------------------- | ----------------- | ------------------------------------------ |
| 2015 - presente | Indian Summers             | Alice Whelan      | 20 episodios - miniserie                   |
| 2016            | Endeavour                  | Kay Belborough    | episodio "Ride"                            |
| 2010 - 2013     | Maison Close               | Rose              | 16 episodios                               |
| 2012            | The Borgias                | Vittoria/Vittorio | 4 episodios                                |
| 2009            | Camping paradis            | Shirley           | episodio "3 étoiles au camping"            |
| 2009            | Joséphine, ange gardien    | Pauline           | episodio "Joséphine fait de la résistance" |
| 2009            | Éternelle                  | Carla             | episodio # 1.4                             |
| 2008            | Ben et Thomas              | Liselott Karlsson | 11 episodios                               |
| 2008            | Grand Star                 | Solveg            | 3 episodios                                |
| 2007            | R.I.S. Police scientifique | Chloé Muller      | episodio "Dépendances "                    |
| 2006            | 15/Love                    | Cassidy Payne     | 14 episodios                               |

### Películas
- 2014  United Passions junto a Gérard Depardieu, Tim Roth, Sam Neill & Thomas Kretschmann
- 2013   Cazadores de sombras: Ciudad de hueso' junto a Lily Collins, Jamie Campbell Bower, Robert Sheehan & Jonathan Rhys-Meyers
- Las líneas de Wellington (Linhas de Wellington) (2012) de Raoul Ruiz y Valeria Sarmiento
- 2011  J-C comme Jésus-Christ junto a Vincent Lacoste, Elsa Zylberstein, Ella Waldmann, Kad Merad & Jonathan Zaccaï
- 2011  La Morte Amoureuse corto - junto a Jean-Louis Foulquier, Flavia Coste & Gábor Rassov
- 2010   Demain je me marie junto a Delphine Chanéac, Sagamore Stévenin, Jean-Charles Chagachbanian & Catherine Jacob
- 2009 King Guillaume  junto a Pierre Richard, Pierre-François Martin-Laval, Omar Sy & Terry Jones
- 2004  I'm an actrice corto - junto a Shanna Besson, Maïwenn & Dorian Lauduique
- 1999 Joan of Arc' junto a Milla Jovovich, John Malkovich & Vincent Cassel